# Roxbury (Connecticut)
Roxbury es un pueblo ubicado en el condado de Litchfield en el estado estadounidense de Connecticut. En el año 2005 tenía una población de 2.327 habitantes y una densidad poblacional de 34 personas por km².

## Demografía
Según la Oficina del Censo en 2000 los ingresos medios por hogar en la localidad eran de $87,794, y los ingresos medios por familia eran $97,672. Los hombres tenían unos ingresos medios de $61,477 frente a los $45,417 para las mujeres. La renta per cápita para la localidad era de $56,769. Alrededor del 3.9% de la población estaban por debajo del umbral de pobreza.